# Gloria Leurs
Gloria Cornelly Leurs (1947 - Paramaribo, 6 augustus 1995) was een Surinaamse kunsthistoricus. Van 1982 tot 1987 was zij directeur van het Surinaams Museum in Paramaribo.

## Levensloop
Leurs studeerde kunstgeschiedenis aan de Universiteit van Amsterdam. In 1979 schreef zij haar afstudeerscriptie over de collectie moderne kunst van de Republiek Suriname.
Na haar afstuderen keerde ze terug naar Suriname. Ze werkte bij het directoraat Cultuur van het Ministerie van Onderwijs, waar zij belast was met beeldende kunst en monumentenzorg en zich bezig hield met de staatscollectie moderne Surinaamse kunst, het onderwerp van haar scriptie. Ze was directeur van het Surinaams Museum van 1982 tot 1987. Na haar vertrek bij het museum in 1986 bleef Leurs actief in de Surinaamse culturele sector. Ze schreef regelmatig artikelen en recensies in dagbladen. Ze was secretaris van de Stichting Monumentenzorg Suriname, secretaris van de Stichting Initiatiefgroep Bouw Nieuw Museum en voorzitter van de commissie die het vergunningenstelsel met betrekking tot de uitvoer van antiek en kunst regelt. Ze doceerde ze aan de Academie voor Hoger Kunst- en Cultuuronderwijs (AHKCO). 
Gloria Leurs was actief in de mensenrechtenbeweging. Ze was lid van de Organisatie Gerechtigheid en Vrede en bestuurslid en woordvoerder van Moiwana '86. Ze is op 47-jarige leeftijd overleden.  De crematie heeft plaatsgevonden in Paramaribo op 15 augustus 1995. Haar as werd in Nederland verstrooid.

## Werkzaam bij het directoraat Museumwezen
Na de sergeantencoup in 1980  werd er een nieuwe hervormingsgezinde regering gevormd onder leiding van Henk Chin A Sen. 
Er werd een nieuw departement van Cultuur, Jeugd en Sport opgericht, dat onder leiding kwam van Robin Raveles (R. Dobru). Het cultuurbeleid moest naar zijn mening een wezenlijke bijdrage gaan leveren aan ‘de vorming van een nieuwe Surinaamse mens’. Hij nodigde Gloria Leurs en haar toenmalige partner Ben Mitrasingh (1944-2019) uit om aan dit beleid invulling te geven. Onder leiding van Henna Malmberg-Guicherit (1946) werd het directoraat Museumwezen opgericht en verder versterkt met John Falix (1952-2011). De jonge ambtenaren, die in de jaren zeventig in Nederland universitaire cultuuropleidingen hadden gevolgd, deelden een antikoloniale houding, stonden achter het streven naar versterking van het nationaal bewustzijn en stonden negatief tegenover de oude garde die het denken in bevolkingsgroepen in stand had gehouden.
In april 1983 (Leurs was toen al benoemd bij het Surinaams Museum) publiceerde het directoraat een museumnota waarvan de strekking was dat musea gericht moesten zijn op 'de vorming van van het nationaal eigene middels kennis, waardering en productie van het eigene'. Over de nota werd wel gediscussieerd, maar tot een concrete uitwerking is het nooit gekomen.

## Directeur van het Surinaams Museum
In 1982 werd Leurs aangesteld als directeur van het Surinaams Museum. Het bestuur van de Stichting Surinaams Museum had haar benoemd omdat ze deskundig was, omdat ze op de hoogte was van de nieuwe inzichten van de regering en de ambtelijke top en omdat zij niet op voorhand tegen elke vorm van samenwerking met Nederlandse culturele instellingen was.
Het museum zat in 1982 in een moeilijke positie. Fort Zeelandia had weer een militaire bestemming gekregen en het museum was gedwongen om terug te verhuizen naar het depotgebouw in de wijk Zorg en Hoop. Daar was veel te weinig ruimte voor de collectie.
Leurs had een duidelijke visie op de veranderingen die plaats moesten vinden bij het Surinaams Museum. In plaats van een 'bewaarplaats van historie' moest het museum een 'cultureel serviceinstituut' worden 'ten dienste van alle lagen van de bevolking'. Ze had een scala aan ideeën om die doelstelling te realiseren. Ze wilde een museumbus met kleine exposities door het land laten rijden en dependances van het museum inrichten in Nieuw-Nickerie, Albina, Brokopondo en Apoera. Ze stelde voor om onderwijskits te ontwikkelen om jonge mensen kennis te laten maken met de geschiedenis van hun land en ze probeerde om korte tv-uitzendingen te laten produceren over aansprekende objecten. Maar de aanvragen voor financiering van deze projecten, nodig om haar ideeën in praktijk te kunnen brengen, werden niet gehonoreerd. In 1986 werd de basisfinanciering van het museum ook nog verlaagd.
Het is Leurs wel gelukt om moderne kunst van Surinaamse kunstenaars voor het voetlicht te brengen. Ze organiseerde een tentoonstelling met het werk van de broers Albert en Anton Faverey. In 1984 werd de eerste expositie van de ABKS (Associatie van Beeldende Kunstenaars in Suriname) georganiseerd. 
Een expositie over de collectie historische foto’s werd goed ontvangen en de bijbehorende publicatie in de serie Mededelingen van het Surinaams Museum vormde de basis voor andere exposities over Surinaamse fotografen.
In 1987 trad Leurs af als directeur wegens verschil van inzicht met het bestuur over de rol van het museum en de samenwerking met Nederland.

## Secretaris van de Stichting Bouw Nieuw Museum
Al sinds de instelling van het directoraat Museumwezen werd er gediscussieerd over het opzetten van een nieuw nationaal museum. In oktober 1988 werd de initiatiefgroep Bouw Nieuw Museum opgericht. Leurs werd secretaris van de stichting. In 1990 werd een maquette voor een nationaal museaal instituut gepresenteerd, te bouwen in de cultuurtuin in Paramaribo. Maar het plan kwam niet van de grond. Oorzaken waren het gebrek aan geld, daadkracht en een gebrek aan bereidheid van de verschillende culturele instellingen om bij te dragen aan het ontwikkelen van het nieuwe museum.

## Publicaties
- Gloria C. Leurs, De Sticusa-collectie van moderne Surinaamse beeldende kunst. Doktoraalscriptie Universiteit van Amsterdam. Eigen beheer. 1979.
- Gloria Leurs, 'Vroege fotografen in Suriname', in: Mededelingen van het Surinaams Museum 42 (1986), p. 4-16. Herdrukt in: Lucia Nankoe en Jean Jacques Vrij, Trouwportretten – Surinaamse voorouders in beeld. Album 1846-1950. Uitgeverij In de Knipscheer, Haarlem, 2019. ISBN 9789062656776
- Gloria Leurs, Beeldende kunst in Suriname. In: Chandra van Binnendijk en Paul Faber (red.), Sranan. Cultuur in Suriname. Koninklĳk Instituut voor de Tropen, Amsterdam / Museum voor Volkenkunde, Rotterdam / Vaco, Paramaribo 1992. ISBN 99914 0 049 4 (pag. 136-141) Digitale versie
- Gloria C. Leurs, Rijke Sefardiem op plantages in Suriname. Artikel in het Nieuw Israëlietisch Weekblad van 15 november 1985. Digitale versie